# سفارة الجمهورية العربية الصحراوية الديمقراطية في جنوب إفريقيا
سفارة الجمهورية العربية الصحراوية الديمقراطية في جنوب أفريقيا هي البعثة الدبلوماسية للجمهورية العربية الصحراوية الديمقراطية بجنوب أفريقيا. توجد بمدينة بريتوريا، محمد يسلم بيسط هو السفير المفوض فوق العادة الحالي في جنوب أفريقيا منذ 19 نوفمبر 2020.

## قائمة السفراء
| الاسم          | صورة | الفترة                |
| -------------- | ---- | --------------------- |
| محمد يسلم بيسط |      | 19 نوفمبر 2020 - حالي |